# 단층산맥
단층산맥은 습곡산맥과 더불어 산맥을 이루는 하나의 종류로, 한쪽 또는 양쪽이 단층운동을 통해서 만들어지는 산맥이다. 대표적으로 미국의 시에라네바다산맥과 중국의 톈산산맥이 있다. 습곡산맥에 비해서 산의 높이는 낮다는 차이점이 있지만, 지진은 신기 습곡 산지처럼 일어난다는 공통점이 있다.